# هندریک هرتسوک
هندریک هرتسوک (به آلمانی: Hendrik Herzog) بازیکن فوتبال و مدافع اهل آلمان شرقی بود که از سال ۱۹۸۹ میلادی عضو تیم ملی فوتبال آلمان شرقی بوده‌است. وی در ۷ بازی ملی حضور داشته و در بازی‌های ملی‌اش گلی به ثمر نرساند. هندریک هرتسوک آخرین بازی ملی خود را در سال ۱۹۹۰ میلادی انجام داد.